# Робинсон, Элис
Э́лис Ро́бинсон (англ. Alice Ruthven Robinson; 1 декабря 2001 года, Сидней, Австралия) — новозеландская горнолыжница, серебряный призёр чемпионата мира 2025 года в гигантском слаломе, победительница этапов Кубка мира. Специализируется в гигантском слаломе. Участница зимних Олимпийских игр 2018 и 2022 годов.

## Биография
Робинсон родилась в австралийском Сиднее. Она второй ребёнок из трёх детей Сары и Дэвида Робинсонов. Её родители переехали в Новую Зеландию в Куинстаун, когда ей было четыре года. Она начала свою карьеру в Coronet Peak с командой горных лыж Куинстауна, а позже тренировалась в Тахо, Калифорния. В настоящее время она посещает среднюю школу Вакатипу в Куинстауне.

### Начало карьеры
Робинсон выиграла все титулы Новой Зеландии в своей возрастной группе среди 14-летних и 16-летних спортсменов. В апреле 2015 года она выиграла женский гигантский слалом U14 и параллельный слалом на Кубке Уистлера (который является одним из крупнейших и наиболее важных юниорских лыжных гонок в международном календаре). В 2017 году она выиграла гигантский слалом U16 и заняла второе место в слаломе на Pokal Loka в Краньска-Горе, Словения.
10 августа 2017 года Робинсон в возрасте 15 лет выиграла национальный чемпионат Новой Зеландии по слалому и гигантскому слалому.
6 января 2018 года она дебютировала на этапе Кубка мира в гигантском слаломе на трассе в Краньска-Горе в Словении, пропустив ворота она заняла 42-е место.
28 января 2018 года Робинсон была включена в команду Новой Зеландии для участия в зимних Олимпийских играх в Пхёнчхане. Она стала самым молодым зимним олимпийцем Новой Зеландии. Робинсон заняла 35-е место в гигантском слаломе — лучший результат для новозеландца в гигантском слаломе за всю историю Олимпийских игр. В слаломе она уже в первой попытке сошла с трассы.
9 февраля, в возрасте 17 лет, она выиграла этап Кубка Европы в гигантском слаломе в немецком Берхтесгадене.
На чемпионате мира 2019 года в Оре в возрасте 17 лет заняла 17-е место в женском гигантском слаломе, показав лучшее время во втором спуске.
19 февраля 2019 года стала чемпионкой мира среди юниоров в гигантском слаломе, опередив всех соперниц более чем на секунду.
17 марта 2019 года Робинсон участвовала в финале Кубка мира, который проходил в Андорре. Она заработала право участвовать в финале, выиграв юниорский чемпионат мира в гигантском слаломе за месяц до этого. В возрасте 17 лет она впервые в своей карьере поднялась на пьедестал почёта на этапе Кубка мира, финишировав на 0,30 сек позади победительницы Микаэлы Шиффрин.

### Сезон 2019/20: первая победа на этапе Кубка мира
26 октября 2019 года Робинсон выиграла свой первый этап Кубка мира в гигантском слаломе в австрийском Зёльдене. Она превзошла действующую чемпионку мира Микаэлу Шиффрин на 0,06 сек. Эта победа стала первой в Кубке мира в XXI веке для новозеландских горнолыжников и первой в истории в гигантском слаломе. 12 января 2020 года впервые набрала очки в Кубке мира в комбинации, заняв 24-е место в Альтенмаркте. 15 февраля 2020 года выиграла гигантский слалом на этапе Кубка мира в словенской Краньске-Горе.
8 марта 2020 года заняла 4-е место в супергиганте на юниорском чемпионате мира в Норвегии (0,40 сек проигрыша чемпионке). В гигантском слаломе Элис на чемпионате не выступала. По итогам сезона 2019/20, досрочно завершённого из-за пандемии covid-19, заняла 19-е место в общем зачёте Кубка мира и пятое место в зачёте гигантского слалома.

### Сезон 2020/21
20 декабря 2020 года впервые в карьере набрала очки в супергиганте на этапе Кубка мира в Валь-д’Изере, заняв 21-е место. 17 января 2021 года впервые в сезоне 2020/21 попала в 10-ку лучших на этапе Кубка мира, показав 9-й результат в гигантском слаломе в Краньске-Горе (2,32 сек проигрыша победительнице Марте Бассино). 26 января вновь была девятой в гигантском слаломе на этапе Кубка мира в итальянском Кронплаце.
18 февраля 2021 года заняла 4-е место в гигантском слаломе на чемпионате мира в Кортине-д’Ампеццо, уступив Ларе Гут-Бехрами, Микаэле Шиффрин и Катарине Линсбергер.
28 февраля в итальянской Валь-ди-Фассе впервые в карьере попала в 10-ку лучших в супергиганте на этапе Кубка мира, поделив 10-е место с американкой Бризи Джонсон. 7 марта в словацкой Ясне Элис впервые с февраля 2020 года попала в тройку лучших на этапах Кубка мира, заняв второе место в гигантском слаломе после Петры Вльговой. 21 марта Элис выиграла гигантский слалом на этапе Кубка мира в Ленцерхайде.

### Сезон 2021/22
23 октября 2021 года на первом этапе Кубка мира в Зёльдене заняла 11-е место в гигантском слаломе. 12 декабря стала четвёртой в супергиганте на этапе Кубка мира в Санкт-Морице, 0,52 сек уступив победительнице Федерике Бриньоне. Ранее выше 10-го места в супергиганте на этапах Кубка мира Робинсон не поднималась.
На Олимпийских играх 2022 года в Пекине Робинсон выступила неудачно — только 23-е место в гигантском слаломе с пятисекундным отставанием от чемпионки, сход в супергиганте и 25-е место в скоростном спуске.

### Сезон 2022/23
26 февраля 2023 года заняла высшее в карьере 11-е место в скоростном спуске на этапе Кубка мира в Кран-Монтане.
В сезоне 2022/23 в Кубке мира Робинсон пять раз попадала в топ-10 в гигантском слаломе, но не поднималась выше 7-го места. В общем зачёте Робинсон заняла 31-е место, а в зачёте гигантского слалома — 12-е. 
На чемпионате мира в Мерибеле заняла седьмое место в супергиганте (0,21 сек отставания от бронзовых призёров), а в гигантском слаломе осталась 15-й.

### Сезон 2023/24
25 ноября заняла второе место в гигантском слаломе на этапе в американском Киллингтоне, уступив 0,62 сек Ларе Гут-Бехрами, хотя лидировала после первой попытки. Робинсон поднялась на подиум на этапе Кубка мира впервые с марта 2021 года. 20 января 2024 года стала третьей в гигантском слаломе на этапе Кубка мира в Ясне, отстав от победительницы Сары Хектор на 2,71 сек. 28 января впервые за два года попала в топ-10 в супергиганте на этапе Кубка мира в Кортине-д’Ампеццо (8-е место). 30 января стала второй в гигантском слаломе в Кронплаце. Робинсон впервые в карьере попала на подиум этапов Кубка мира более двух раз за сезон.

### Сезон 2024/25: серебро на чемпионате мира
В конце октября стала второй в гигантском слаломе на первом этапе сезона в Зёльдене. В конце декабря заняла третье место в гигантском слаломе на этапе в Земмеринге. 21 января выиграла гигантский слалом в Кронплаце, одержав первую победу в Кубке мира почти за 4 года.
13 февраля на чемпионате мира в Зальбахе завоевала серебро в гигантском слаломе, уступив чемпионке Федерике Бриньоне 0,90 сек. Все остальные проиграли победительнице более 2,5 сек. После чемпионата мира дважды стала призёром этапа Кубка мира в гигантском слаломе в Сестриере. 8 марта заняла второе место в гигантском слаломе в Оре.
В общем зачёте Кубка мира Робинсон заняла высшее в карьере седьмое место (700 очков). В зачёте гигантского слалома Робинсон стала второй, уступив 60 очков Федерике Бриньоне.

## Выступления на крупнейших соревнованиях

### Олимпийские игры
| Олимпийские игры | Скоростной спуск | Супергигант | Гигантский слалом | Слалом | Комбинация | Команды |
| ---------------- | ---------------- | ----------- | ----------------- | ------ | ---------- | ------- |
| 2018 Пхёнчхан    | —                | —           | 35                | DNF1   | —          | —       |
| 2022 Пекин       | 25               | DNF         | 23                | —      | —          | —       |

### Чемпионаты мира
| Чемпионат мира         | Скоростной спуск | Супергигант | Гигантский слалом | Слалом | Комбинация | Команды | Паралл. гигантский слалом |
| ---------------------- | ---------------- | ----------- | ----------------- | ------ | ---------- | ------- | ------------------------- |
| 2019 Оре               | —                | —           | 17                | —      | —          | —       | н/д                       |
| 2021 Кортина-д’Ампеццо | —                | —           | 4                 | —      | —          | —       | —                         |
| 2023 Мерибель          | —                | 7           | 15                | —      | DNS SL     | —       | —                         |
| 2025 Зальбах           | —                | 11          | 2                 | —      | —          | —       | н/д                       |

### Кубок мира

#### Подиумы на этапах Кубка мира (17)
| №  | Сезон   | Дата        | Место проведения | Дисциплина        | Место |
| -- | ------- | ----------- | ---------------- | ----------------- | ----- |
| 1  | 2018/19 | 17 мар 2019 | Сольдеу          | Гигантский слалом | 2     |
| 2  | 2019/20 | 26 окт 2019 | Зёльден          | Гигантский слалом | 1     |
| 3  | 2019/20 | 15 фев 2020 | Краньска-Гора    | Гигантский слалом | 1     |
| 4  | 2020/21 | 7 мар 2021  | Ясна             | Гигантский слалом | 2     |
| 5  | 2020/21 | 21 мар 2021 | Ленцерхайде      | Гигантский слалом | 1     |
| 6  | 2023/24 | 25 ноя 2023 | Киллингтон       | Гигантский слалом | 2     |
| 7  | 2023/24 | 20 янв 2024 | Ясна             | Гигантский слалом | 3     |
| 8  | 2023/24 | 30 янв 2024 | Кронплац         | Гигантский слалом | 2     |
| 9  | 2023/24 | 10 фев 2024 | Сольдеу          | Гигантский слалом | 2     |
| 10 | 2023/24 | 17 мар 2024 | Зальбах          | Гигантский слалом | 2     |
| 11 | 2024/25 | 26 окт 2024 | Зёльден          | Гигантский слалом | 2     |
| 12 | 2024/25 | 28 дек 2024 | Земмеринг        | Гигантский слалом | 3     |
| 13 | 2024/25 | 4 янв 2025  | Краньска-Гора    | Гигантский слалом | 3     |
| 14 | 2024/25 | 21 янв 2025 | Кронплац         | Гигантский слалом | 1     |
| 15 | 2024/25 | 21 фев 2025 | Сестриере        | Гигантский слалом | 2     |
| 16 | 2024/25 | 22 фев 2025 | Сестриере        | Гигантский слалом | 3     |
| 17 | 2024/25 | 8 мар 2025  | Оре              | Гигантский слалом | 2     |